# Vuelo 4819 de Delta Connection
El vuelo 4819 de Delta Connection fue un vuelo de pasajeros programado desde el Aeropuerto Internacional de Mineápolis-Saint Paul (Estados Unidos) al Aeropuerto Internacional Toronto Pearson (Canadá). El 17 de febrero de 2025, el CRJ-900 que operaba el vuelo se estrelló en la pista del aeropuerto Toronto Pearson durante la maniobra de aterrizaje.
Tras el accidente, de las 80 personas a bordo, 76 pasajeros y cuatro miembros de la tripulación, 21 resultaron heridas con diferentes grados de gravedad.
Una vez detenido en la pista, el avión quedó boca arriba. Durante la operación de aproximación de la nave había vientos del oeste con velocidades de 51 kilómetros por hora y ráfagas de hasta 64 kilómetros por hora.

## Aeronave

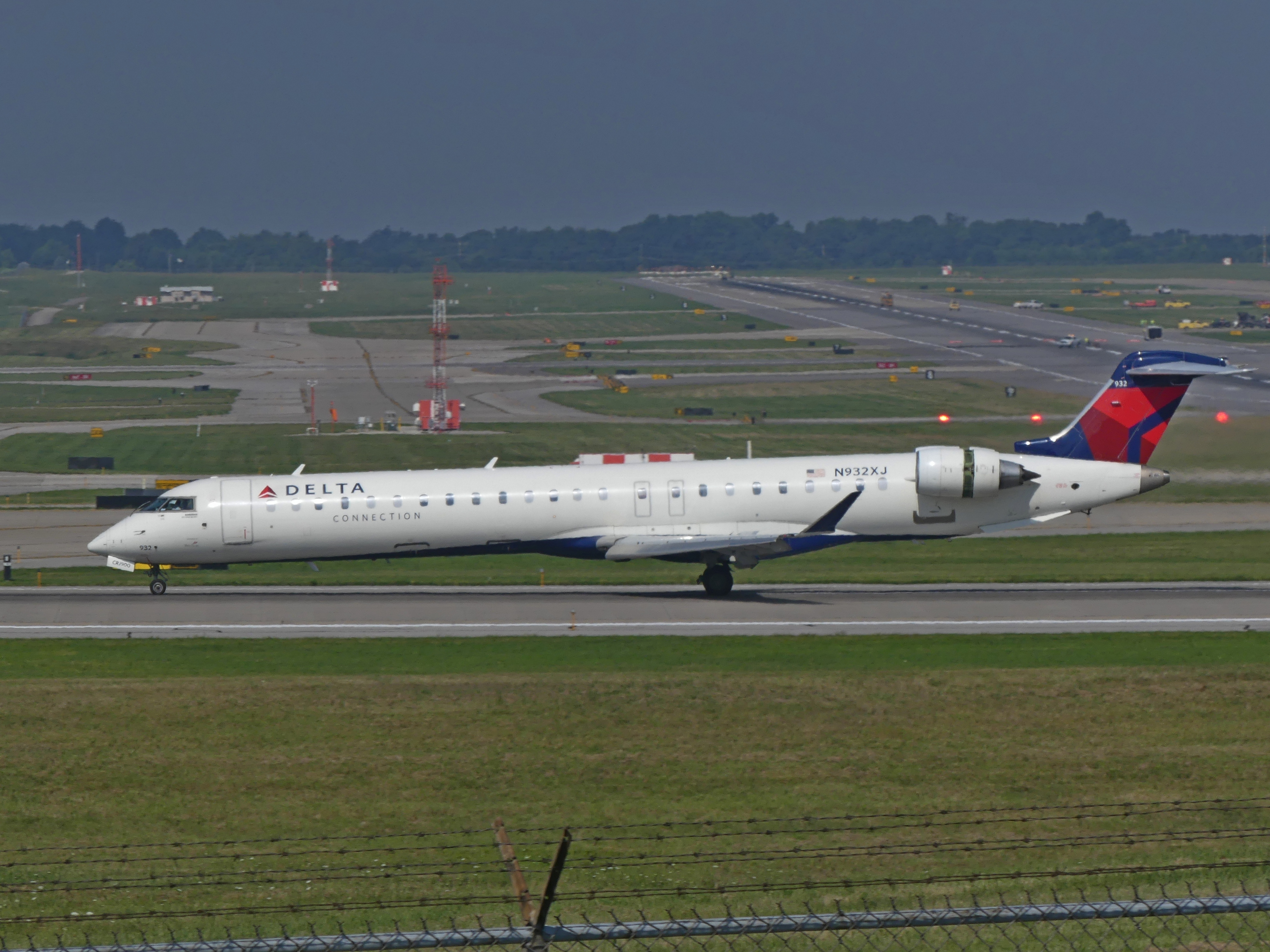
La aeronave involucrada en el accidente.

El avión siniestrado era un Bombardier CRJ-900 de 15,6 años de antigüedad con el registro N932XJ. Entró en servicio por primera vez con el operador regional Mesaba Airlines en septiembre de 2008, operando para Northwest Airlink, hasta octubre del mismo año, cuando comenzó a operar para Delta Connection. Otros operadores de la aeronave fueron Pinnacle Airlines. Su operador en el momento del accidente era Endeavor Air.
Endeavor Air es una compañía subsidiaria de propiedad absoluta de Delta Air Lines, y opera y mantiene aeronaves utilizadas con Delta Connection que son programados, comercializados y vendidos para Delta Air Lines. El avión estaba equipado con dos motores turbofán General Electric CF34-8C5.  El accidente ha sido la segunda pérdida del casco que ha afectado a un avión Bombardier de la serie Bombardier de la serie CRJ700/900, después de la colisión aérea en el río Potomac de 2025 cerca del Aeropuerto Nacional Ronald Reagan de Washington.

## Pasajeros y tripulación

### Pasajeros
El vuelo tenía 80 personas a bordo, entre ellas 76 pasajeros y 4 tripulantes. Veintidós de los pasajeros eran ciudadanos canadienses.

### Tripulación
El vuelo tenía una tripulación de cuatro personas: el capitán, el primer oficial y dos auxiliares de vuelo.

## Accidente

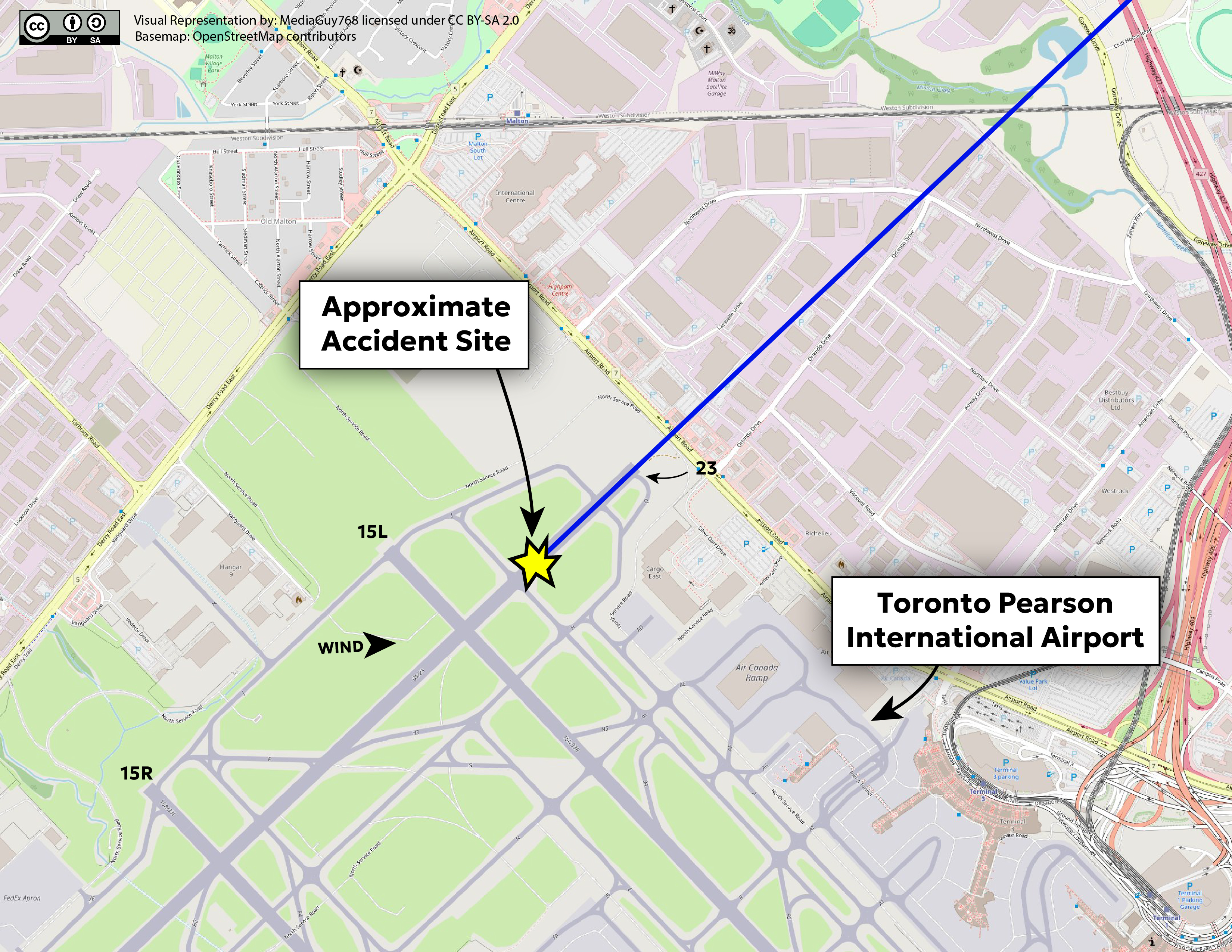
Mapa que muestra la escena del accidente del vuelo 4819 de Delta Connection.

El 17 de febrero de 2025, el vuelo 4819 de Delta Connection, operado por Endeavor Air, un CRJ-900, durante el aterrizaje se estrelló, justo en el momento de tocar pista, en el umbral de la pista 23 alrededor de las 14.13 horas.
En el momento del accidente, en el aeropuerto soplaban vientos cruzados de 51 kilómetros por hora, con ráfagas de hasta 64 kilómetros por hora y con ventisca, aunque inicialmente los bomberos de Toronto habían afirmado que la pista estaba seca y que no había viento cruzado. Había nevado en las horas previas y la temperatura era de aproximadamente -8,6 °C. Antes del accidente, los controladores de tráfico aéreo advirtieron a los pilotos de una posible interferencia de la señal que dirigía la senda de planeo durante el aterrizaje.

### Primeras imágenes
Tras el accidente y la evacuación, un pasajero del avión publicó un video en las redes sociales que mostraba imágenes del siniestro. El video mostraba el avión boca arriba, sin el ala de estribor (derecha), con el timón de cola arrancado y el tren de aterrizaje derecho partido. En las imágenes se veía humo saliendo del avión, mientras que las llamas se encendían brevemente alrededor de las proximidades de su fuselaje.  
Los videos compartidos en internet mostraron a los auxiliares de vuelo trabajando para evacuar rápidamente a todos los pasajeros del avión.

## Heridos
Las primeras informaciones, difundidas por Deborah Flint, representante de la Autoridad Aeroportuaria del Gran Toronto y presidenta del aeropuerto, dieron una estimación de 18 personas heridas, que fueron trasladadas a hospitales. Más adelante, el jefe de bomberos del aeropuerto confirmó que un pasajero más había sido trasladado al hospital con heridas. Entre los heridos, se confirmó que había al menos un niño y dos adultos (un hombre de unos 60 años y una mujer de unos 40) que se encontraban en estado crítico, pero sin temer por sus vidas.  Tres de los heridos fueron trasladados al hospital a bordo de helicópteros. Según Delta Air Lines, 19 de los 21 pasajeros heridos fueron dados de alta de los hospitales el 19 de febrero. Entre las lesiones de las víctimas había esguinces de espalda, traumatismos en la cabeza y leves intoxicaciones por la inhalación de humo.

## Reacciones
Poco después del accidente, el Aeropuerto Pearson de Toronto detuvo sus operaciones a causa de la emergencia hasta las 17 horas que reanudó el tráfico de salidas y llegadas. Durante el cierre, los vuelos con destinno a Pearson se desviaron a los aeropuertos Montreal-Trudeau y Macdonald-Cartier de Ottawa.

## Investigación
La Junta de Seguridad en el Transporte de Canadá (TSB), encargada de la investigación, envió al aeropuerto un equipo de 20 personas para iniciar las pesquisas, También acudieron representantes de la Junta Nacional de Seguridad en el Transporte (NTSB) del Gobierno federal de los Estados Unidos,  de la Administración Federal de Aviación dependiente del Departamento de Transporte de los Estados Unidos, de la empresa constructora de la aeronave, Mitsubishi, y de la compañía aérea matriz Delta Air Lines. Dos de las pistas del aeropuerto fueron cerradas como parte del procedimiento. Las grabadoras de datos de vuelo de la aeronave se recuperaron el 18 de febrero.

## Hipótesis extraoficial de las causas del accidente
A partir del visionado de unos videos publicados en internet y en los medios de comunicación, donde se puede ver el momento del aterrizaje, se ha podido apreciar la dureza de la maniobra de recogida en la última fase del aterrizaje antes del posado final. La razón de que el avión perdiese el ala derecha podría estar relacionada con la contundencia de la maniobra, a su vez relacionada con la intensidad del viento cruzado y la ventisca que habrían dificultado la maniobrabilidad del aparato.
El ala derecha del avión se partió a los pocos segundos de aterrizar y ello hizo que durante el derrapaje sobre la pista el ala izquierda generase sustentación, la fuerza que empuja las alas hacia arriba, elevando el fuselaje del suelo hasta hacerlo girar hacia la derecha, dándole la vuelta.
El análisis de los videos por pilotos expertos destaca que la maniobra de recogida en el aterrizaje es extraña, ya que el avión apenas levanta la nariz justo antes de tocar la pista, lo que habría ayudado a disminuir la velocidad del posado, evitando la brusquedad observada.
Por este motivo, según los testimonios, es elevada la probabilidad de que en el momento de tomar tierra el avión sufriese un desperfecto en el tren de aterrizaje derecho  por la fuerza del impacto en el suelo que hiciera que se inclinase hacia ese lado, perdiendo el ala durante el desplazamiento por la pista. Una vez partida el ala derecha, la izquierda impulsó al avión hacia arriba y le dio la vuelta, quedando al revés sobre el asfalto.